# Lilly Scholz
Lilly Scholz (gift som Gaillard), född den 18 april 1903 i Wien, död 14 december 1994 i Wien, var en österrikisk konståkare. Tillsammans med Otto Kaiser vann hon paråkningen i konståknings-VM 1929. Paret vann också silver vid Olympiska vinterspelen 1928.

## Resultat
med Willy Petter
| Tävling                | 1931 | 1932 | 1933 |
| ---------------------- | ---- | ---- | ---- |
| Världsmästerskapen     |      |      | 4:e  |
| Europamästerskapen     | 3:e  | 2:e  | 2:e  |
| Austrian Championships | 1:e  | 1:e  | 2:e  |

med Otto Kaiser
| Event                  | 1924 | 1925 | 1926 | 1927 | 1928 | 1929 |
| ---------------------- | ---- | ---- | ---- | ---- | ---- | ---- |
| Olympiska vinterspelen |      |      |      |      | 2:e  |      |
| Världsmästerskapen     |      | 3:e  | 2:e  | 2:e  | 2:e  | 1:e  |
| Austrian Championships | 1:e  |      |      | 1:e  | 1:e  | 1:e  |

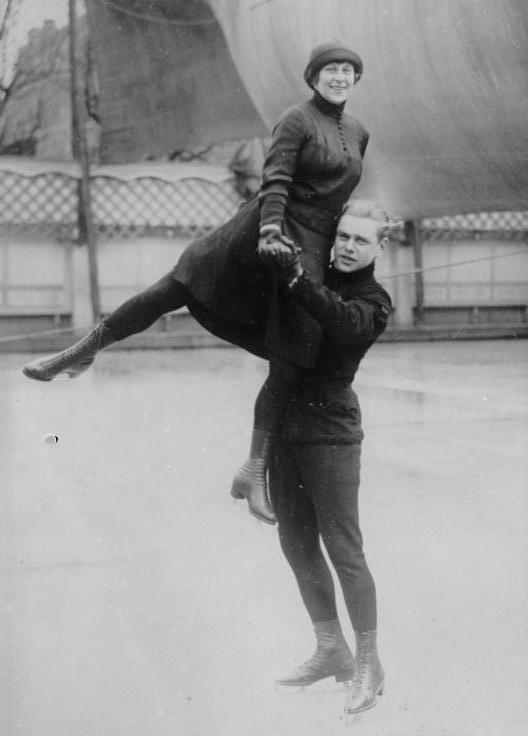
Lilly Scholz och Otto Kaiser.

## Fotnoter
1. ↑  Lilly Scholz